# Lindisfaras
Lindisfaras (también Lindesfare y Lindisware; inglés antiguo: Lindisfaran; idioma español: Habitantes de Lindsey) fue una tribu de los anglos que fundaron el reino de Lindsey hacia el siglo VI, localizado entre los ríos Humber y Witham, al norte de la actual Lincolnshire, en Inglaterra. Mantuvieron su independencia a lo largo del siglo VII pero tras la batalla de Trent, que enfrentó a los ejércitos de Mercia y Northumbria, se sometió al dominio de Mercia hasta las invasiones vikingas en el siglo IX. Según D. P. Kirby, la Heathfeld Land de Yorkshire incluida en los 7000 hides atribuidos a este territorio en el Tribal Hidage, fue Hatfield Chase. El nombre Lindisfarne en Northumbria deriva de los lindisfaras y se puede interpretar como «isla [de los] viajeros de Lindsey», se supone que la isla fue colonizada por gente de Lindsey, o que sus habitantes habrían viajado allí.